# Miniopterus zapfei
Miniopterus zapfei é um morcego fóssil do gênero Miniopterus do Mioceno Médio da França. Descrito pela primeira vez em 2002, é conhecido apenas do sítio de La Grive M [en], onde ocorre junto com outra espécie fóssil de Miniopterus, a menor e mais comum Miniopterus fossilis [en]. M. zapfei é representado por cinco mandíbulas (maxilares inferiores) e um quarto pré-molar superior (P4) isolado. O quarto pré-molar inferior é mais delgado que o de M. fossilis, e o cíngulo que circunda o P4 é menos desenvolvido que nas espécies vivas de Miniopterus. O comprimento do primeiro molar inferior varia de 1,57 a 1,60 mm.

## Taxonomia
Miniopterus zapfei foi descrito por Pierre Mein e Léonard Ginsburg em um artigo de 2002 sobre as idades e faunas dos sítios fósseis de La Grive-Saint-Alban [en] no sudeste da França. Segundo Mein e Ginsburg, foi a segunda espécie fóssil de Miniopterus descrita, após Miniopterus fossilis da Eslováquia, sem menção a Miniopterus approximatus do Plioceno da Polônia ou  Miniopterus tao do Pleistoceno da China. Outra espécie fóssil, Miniopterus rummeli, foi descrita do Mioceno da Alemanha em 2003. O nome específico, zapfei, homenageia Helmuth Zapfe, que descreveu M. fossilis. O gênero Miniopterus também inclui cerca de 20 espécies vivas de pequenos morcegos insetívoros distribuídos no sul da Eurásia, África e Austrália. Embora historicamente classificado na família Vespertilionidae, agora é colocado em sua própria família, Miniopteridae.

## Descrição
O material conhecido de Miniopterus zapfei inclui uma mandíbula (maxilar inferior) com o quarto pré-molar (p4), o primeiro molar (m1) e o segundo molar (m2); uma mandíbula com m1; uma mandíbula com m1 e m2; uma mandíbula com m2 e o terceiro molar (m3); uma mandíbula sem dentes; e um quarto pré-molar superior (P4) isolado. Algumas mandíbulas também preservam os alvéolos (aberturas) para dentes não preservados. As dimensões do p4 (comprimento e largura) são 1,03 x 0,88 mm; o m1 varia de 1,57 a 1,60 x 1,01 a 1,07 mm; o m2 varia de 1,51 a 1,64 x 0,95 a 1,05 mm; o único m3 tem 1,41 mm de comprimento; e o único P4 mede 1,38 x 1,52 mm. Em uma mandíbula bem preservada, o comprimento do alvéolo do primeiro incisivo até o final do m3 é de 8,80 mm, e a profundidade da mandíbula no m1 é de 1,50 mm. Miniopterus zapfei é identificado como um Miniopterus com base na posse de três pré-molares inferiores (designados p2, p3 e p4, já que o primeiro pré-molar original foi perdido); um p3 com duas raízes; e molares nictalodontes, com o posterolofídeo (uma crista na parte posterior do molar) atrás da cúspide entoconídio. M. zapfei é cerca de 30% maior que M. fossilis e tem um p4 mais delgado. Comparado às espécies vivas de Miniopterus, o cíngulo (plataforma) que circunda o P4 é menos desenvolvido, e a crista parastilo é mais fraca.

## Distribuição e ecologia
Miniopterus zapfei é conhecido apenas do sítio La Grive M, na vila de Saint-Alban-de-Roche, departamento de Isère, sudeste da França. La Grive M é um dos vários sítios de dique clástico [en] na área, coletivamente conhecidos como La Grive-Saint-Alban, que renderam ricas faunas fósseis. La Grive M é a localidade de referência para a zona MN 7/8, datada de cerca de 13 a 11 milhões de anos atrás. La Grive M é um dos sítios mais antigos de La Grive, e Mein e Ginsburg propuseram considerá-lo como a localidade de referência para uma zona MN 7 distinta. M. zapfei é raro em La Grive M; Miniopterus fossilis é muito mais comum no mesmo sítio e também foi encontrado em La Grive L7 e outras localidades europeias, variando de MN 6 a MN 13.